# Terry Fox
Terrance (Terry) Stanley Fox (28 juli 1958 – 28 juni 1981) was een Canadese liefdadigheidswerker, atleet en activist voor kankerbestrijding. Hij werd beroemd door zijn Marathon of Hope, een loop door heel Canada heen, om geld in te zamelen voor het onderzoek naar kanker. Hij had maar één been en liep de marathon met een prothese.

## Biografie
Terry Fox groeide op in Port Coquitlam, Brits-Columbia, vlak bij Vancouver aan de Canadese westkust. Doordat hij zeer sportief was en regelmatig onderzocht werd door artsen ontdekte men op 18-jarige leeftijd botkanker bij hem. In 1977 werd zijn been 15 centimeter boven zijn knie geamputeerd. Hij ontmoette in het ziekenhuis veel mensen die aan kanker leden, onder wie vele kinderen. Om geld in zamelen voor kankeronderzoek besloot hij door Canada te lopen. Zijn doel was om dagelijks 42 km te lopen, de afstand van een marathon. Zijn loop werd de Marathon of Hope genoemd.
Na 18 maanden en 5000 gelopen kilometers als voorbereiding begon hij op 12 april 1980 met zijn loop in St. John's, Newfoundland (de oostelijkste stad van Canada). Aan het begin kreeg de Marathon of Hope weinig aandacht en waren de ingezamelde bedragen klein. Al snel steeg de belangstelling van de media en ook de inkomsten door deze loop.
Op 1 september 1980, na 143 dagen en 5373 gelopen kilometers waren zijn longen zo sterk door de kanker aangetast dat hij zijn actie moest beëindigen. Hij bevond zich op dat moment in Thunder Bay (Ontario). In februari 1981 was zijn wens, om 1 dollar per Canadees in te zamelen, gerealiseerd. De Marathon of Hope had totaal 24,17 miljoen dollar bijeengebracht. Op 28 juni 1981 stierf hij op 22-jarige leeftijd. Hij wordt als een van Canada's grootste helden uit de 20e eeuw beschouwd. In de hele wereld wordt er geld ingezameld voor kankeronderzoek onder de naam Terry Fox Run.

## Herdenking
In de Rocky Mountains in de provincie Brits-Columbia is Mount Terry Fox (52° 56′ NB, 119° 14′ WL) naar hem genoemd. Er zijn doorheen Canada daarenboven verschillende monumenten ter ere van Fox gebouwd, zoals dat in Water Street te St. John's (op de plek waar hij zijn tocht begon).

## Externe link

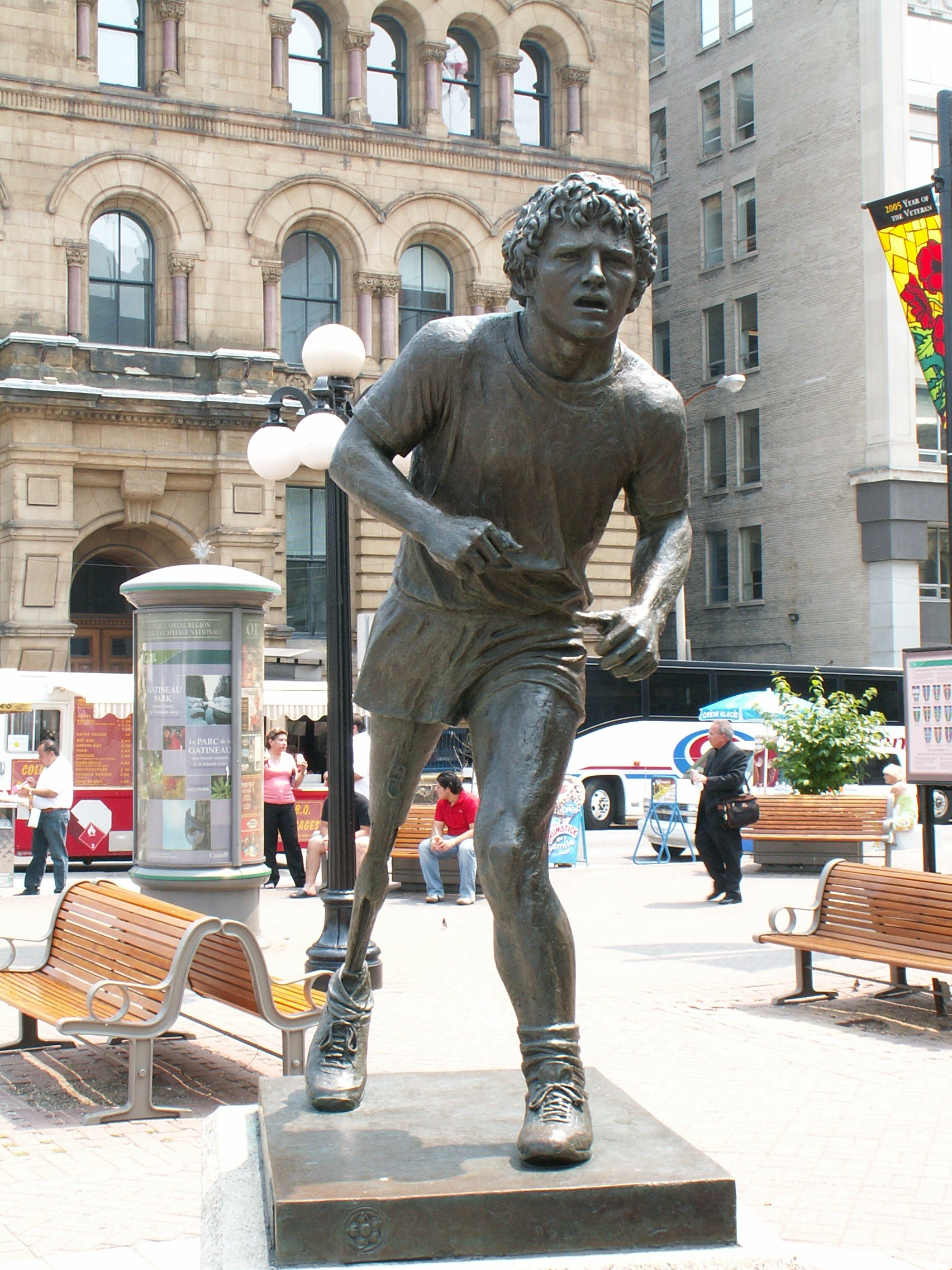